# Heeresgruppe Mitte
Heeresgruppe Mitte var betegnelsen på to forskellige tyske armégrupper på Østfronten under 2. verdenskrig. Den første Heeresgruppe Mitte blev etableret den 22. juni 1941, og var en af de tre tyske armégrupper, som deltog i invasionen af Sovjetunionen (Operation Barbarossa). 
Den 25. januar 1945 blev Heeresgruppe Mitte, efter at den var blevet omringet i lommen ved Königsberg omdøbt til Heeresgruppe Nord, og samtidig blev Heeresgruppe A omdømt til Heeresgruppe Mitte. Den sidste enhed beholdt sit navn indtil afslutningen på 2. Verdenskrig i Europa. 
Heeresgruppe Mitte var en strategisk enhed, som havde kommandoen over en række feltarméer og var selv underordnet OKH under krigen. Armegruppen styrede operationerne i de tilhørende armékorps, reserveenheder, støtteenheder og logistik.

## Etablering
Øverstkommanderende ved etableringen i juni 1941 Fedor von Bock

### Underordnede enheder
Juni 1941

- Tropper underlagt hovedkvarteret

537th Signals Regiment
537th Signals Regiment (2. geled)
- Pansergruppe 2 (Guderian) 
  - XXIV Panserkorps (Geyr von Schweppenburg)

1. kavaleri division, 3. panserdivision, 4. panserdivision, 10. motoriserede division, 267. infanteri division
- - XLVI Panserkorps (von Vietinghoff)

2. SS "Das Reich" Division, 10. Panserdivision, Infanteriregiment "Gross Deutschland"
- - XLVII Panserkorps (Lemelsen)

17. Panserdivision, 18. Panserdivision, 29. motoriserede division, 167. infanteridivision
- - XII Armékorps (Schroth)

31. infanteridivision, 34. infanteridivision, 45. infanteridivision. Reserve; 255. infanteridivision
- 4. Armé (von Kluge) 
  - VII Armékorps (Fahrmbacher)

7. Infanteridivision, 23. infanteridivision, 258. infanteridivision, 268. infanteridivision, 221. bevogtningsdivision
- - IX Armékorps (Geyer)

137. infanteridivision, 263. infanteridivision, 292. infanteridivision
- - XIII Armékorps (Felber)

17. infanteridivision, 78. infanteridivision
- - XLIII Armékorps (Heinrici)

131. infanteridivision, 13. infanteridivision, 252. infanteridivision. Reserve: 286. infanteridivision
- 9. Armé (Strauss) 
  - VIII Armékorps (Heitz)

8. infanteridivision, 28. infanteridivision, 161. infanteridivision
- - XX Armékorps (Materna)

162. infanteridivision, 256. infanteridivision
- - XLII Armékorps (Kuntze)

87. infanteridivision, 102. infanteridivision, 129. infanteridivision. Reserve: 403. bevogtningsdivision
- Pansergruppe 3 (Hoth) 
  - V Armékorps (Ruoff)

5. infanteridivision, 35. infanteridivision
- - VI Armékorps (Forster)

6. infanteridivision, 26. infanteridivision
- - XXXIX Panserkorps (Schmidt)

7. panserdivision, 20. panserdivision, 14. motoriserede division, 20. motoriserede division
- - LVII Panserkorps (Kuntzen)

12. panserdivision, 18. panserdivision, 19. panserdivision

## Felttog og operationer

### Operation Barbarossa
Den 22. juni 1941 indledte Tyskland og de allierede Aksemagter deres overraskelsesangreb på Sovjetunionen. Deres hære, som til sammen var på over 3 mio. mand skulle rykke frem i tre forskellige retninger. Heeresgruppe Mittes indledende strategiske mål var at besejre de sovjetiske hære i Hviderusland og besætte Smolensk. For at opnå dette planlagde armegruppen at foretage en hurtig fremrykning ved hjælp af blitzkriegs taktik, og til det formål rådede den over to pansergrupper. En hurtig og afgørende sejr over Sovjetunionen blev forventet i midten af november. Armegruppens andre operationelle opgaver bestod i at understøtte armegrupperne mod nord og syd, og den operationelle grænse for det sidste var Pripjat-floden.

#### Offensive felttog i Hviderusland
Heeresgruppe Mitte var den stærkeste af de tre tyske armegrupper, og var under ledelse af feltmarskal Fedor von Bock. Den omfattede 4. og 8. armé, Pansergruppe 2 og 3 samt Luftflotte 2. I midten af august 1941 havde den knust de sovjetiske styrker i store omringningsslag: Slaget om Białystok-Minsk og Slaget om Smolensk. Da først de havde erobret områderne i den vestlige del af Sovjetunionen begyndte tyskerne deres folkemord, hvor de afbrændte tusindvis af byer og landsbyer, skød og deporterede civile i hundredtusindvis. Sovjetiske krigsfanger – alene 300.000 efter slaget om Minsk, blev enten dræbt i koncentrationslejre eller sultet til døde i fangelejre, der ofte ikke var andet end marker omgivet af pigtråd. 
Juli 1941

Pansergruppe 3, 9. Armé, 4. Armé, Pansergruppe 2. Reserve: 2. Armé
August 1941

Pansergruppe 3, 9. Armé, 2. Armé, Armegruppe Guderian 
September 1941

Pansergruppe 3, 9. Armé, 4. Armé, Pansergruppe 2, 2. Armé

#### Tidlige anti-partisan-kampagne
På trods af forfærdelige tab var den sovjetiske modstand stædig og selvopofrende. En partisanbevægelse forstyrrede de tyske forsyningslinjer. Hård kampe i Slaget om Smolensk forsinkede den tyske fremrykning i to måneder på grund af Lötzen-beslutningen. Heeresgruppe Mittes fremrykning blev yderligere forsinket da Hitler gav ordre til en udskydelse af offensiven mod Moskva og erobre Ukraine først.  

### Moskva-felttoget

#### Operation Typhoon
Den tyske offensiv mod Moskva blev genoptaget den 30. september 1941.
Forsinkelserne viste sig at få fatale konsekvenser for de tyske styrker, som kæmpede sig frem mod den sovjetiske hovedstad. Efterårsregnen forvandlede vejene til mudder. I november satte en usædvanlig streng vinter ind, og fangede tyskerne dårligt forberedte på vinterkrig. I mellemtiden blev den sovjetiske modstand desperat når infanteri stødte sammen med tyske kampvogne. Med enorme tab lykkedes det endelig for de sovjetiske styrker at stoppe den tyske fremrykning i slutningen af november 1941, da de forreste enheder i den tyske hær kunne se spirene på Kreml i deres kikkerter. Den sovjetiske modoffensiv i Slaget om Moskva, der startede den 6. december 1941 kom til at markere det første afgørende slag mod de tyske invasionsstyrker, og den tyske blitzkrigs endeligt. Heeresgruppe Mitte blev drevet tilbage udenfor rækkevidde af Moskva frem til april 1942. Den holdt imidlertid stand i et smalt frontfremspring (Rzhev fremspringet), som fortsat truede Moskva og ville blive genstand for gentagne sovjetiske angreb i det følgende år. 
Oktober 1941
- 2. Armé (von Weichs) 
  - LIII Armékorps (Weisenberger)

56. infanteridivision, 31. infanteridivision, 167. infanteridivision
- - LXIII Armékorps (Heinrici)

52. infanteridivision, 131. infanteridivision
- - XIII Armékorps (Felber)

260. infanteridivision, 17. infanteridivision. Reserve: 112. infanteridivision
- 2. Panserarmé (Guderian) 
  - XXXIV Armékorps (Metz)

45. infanteridivision, 134. infanteridivision
- - XXXV Armékorps (Kempfe)

95. infanteridivision, 296. infanteridivision, 262. infanteridivision, 293. infanteridivision
- - XLVIII Panserkorps (Kempff)

9. panserdivision, 16. motoriserede division, 25. motoriserede division
- - XXIV Panserkorps (Geyer von Schweppenburg)

3. panserdivision, 4. panserdivision, 10. motoriserede division
- - XLVII Panserkorps (Lemelsen)

17. panserdivision, 18. panserdivision, 29. motoriserede division
- 4. Armé (von Kluge) 
  - VII Armékorps (Fahrmbacher)

197. infanteridivision, 7. infanteridivision, 23. infanteridivision, 267. infanteridivision
- - XX Armékorps (Materna)

268. infanteridivision, 15. infanteridivision, 78. infanteridivision
- - IX Armékorps (Geyer)

137. infanteridivision, 263. infanteridivision, 183. infanteridivision, 292. infanteridivision
- Pansergruppe 4 (Hoepner), underlagt 4. Armé
  - XII Armékorps (Schroth)

34. infanteridivision, 98. infanteridivision
- - XL Armékorps (Stumme)

10. panserdivision, 2. panserdivision, 258. infanteridivision
- - XLVI Panserkorps (von Vietinghoff)

5. panserdivision, ll. panserdivision, 252. infanteridivision
- - LVII Panserkorps (Kuntzen)

20. panserdivision, SS "Das Reich" motoriserede division, 3. motoriserede division [352]
- 9. Armé (Strauss) 
  - XXVII Armékorps (Wager)

255. infanteridivision, 162. infanteridivision, 86. infanteridivision
- - V Armékorps (Ruoff)

5. infanteridivision, 35. infanteridivision, 106. infanteridivision, 129. infanteridivision
- - VIII Armékorps (Heitz)

8. infanteridivision, 28. infanteridivision, 87. infanteridivision
- - XXIII Armékorps (Schubert)

251. infanteridivision, 102. infanteridivision, 256. infanteridivision, 206. infanteridivision. Reserve: 161. infanteridivision
- Pansergruppe 3 (Hoth), underlagt 9. Armé
  - LVI Panserkorps (Schaal)

6. panserdivision, 7. panserdivision, 14. motoriserede division
- - XLI Panserkorps (Reinhardt)

1. panserdivision, 36. motoriserede division
- - VI Armékorps (Forster)

110. infanteridivision, 26. infanteridivision, 6. infanteridivision
November 1941
9. Armé, Pansergruppe 3, 4. Armé, 2. Panserarmé, 2. Armé
Øverstkommanderende 19. december 1941 Günther von Kluge
- i kort tid inden jul 1941:  Günther Blumentritt

### Russiske defensive felttog
1942 begyndte for Heeresgruppe Mitte med fortsatte angreb fra sovjetiske styrker omkring Rzhev. Den tyske 9. Armée kunne afvise disse angreb og stabilisere sin front på trods af fortsatte storstilede partisan operationer i dens bagområder. I mellemtiden skiftede det tyske strategiske fokus på Østfronten til det sydlige Sovjetunionen med starten på Fall Blau i juni. Denne operation, som havde retning mod oliefelterne i det sydlige Kaukasus omfattede udelukkende Heeresgruppe Süd og de øvrige tyske armegrupper overførte tropper og udstyr hertil.  
Trods fokus på syden oplevede Heeresgruppe Mitte fortsat hårde kampe igennem hele året. Mens de sovjetiske angreb i starten af året ikke havde slået tyskerne tilbage havde de betydet, at adskillige sovjetiske enheder blev fanget bag de tyske linjer. Eliminering af lommen varede indtil juli, den samme måned hvori den Røde Hær gjorde et nyt forsøg på at gennembryde armegruppens front. Forsøget slog fejl, men frontlinjen blev presset tilbage mod Rzhev. Den største sovjetiske operation i armegruppens område det år Operation Mars, fandt sted i november. Den blev igangsat samtidig med Operation Uranus, modoffensiven mod det tyske angreb ved Stalingrad. Operationen blev slået tilbage med meget store sovjetiske tab, selv om den havde den effekt at den fastholdt tyske enheder, som eller kunne være sendt indsat i kampene ved Stalingrad. 
Januar 1942
9. Armé, 3. Panserarmé, 4. Panserarmé, 4. Armé, 2. Panserarmé, 2. Armé
Februar 1942
3. Panserarmé, 9. Armé, 4. Panserarmé, 4. Armé, 2. Panserarmé
Maj 1942
9. Armé, 3. Panserarmé, 4. Armé, 2. Panserarmé
Operation Fridericus II

Slaget om Voronezh (1942)

### Felttoget i det centrale Rusland
Efter katastrofen ved Stalingrad og dårlige resultater i de defensive operationer ved Voronezh forventede OKH et nyt angreb på Heeresgruppe Mitte i starten af 1943. Hitler havde imidlertid besluttet at slå først. Inden det kunne ske måtte den tyske hær komme mulige sovjetiske offensiver i forkøbet ved at gennemføre sin egen Operation Büffel — den planlagte evakuering af frontfremspringet ved Rzhev for at forkorte deres linjer. 
Januar 1943
LIX Armekorps, 9. Armé, 3. Panserarmé, 4. Armé, 2. Panserarmé
Øverstkommanderende 12. oktober 1943 Ernst Busch
Februar 1943
3. Panserarmé, 9. Armé, 4. Armé, 2. Panserarmé

#### Hviderussiske anti-partisan kampagne
Fra begyndelsen af 1942 var der en stigende tendens til at danne bevæbnede modstandsgrupper mod den tyske hær i de besatte områder, og især i det meget vanskelige terræn i det vestlige Hviderusland. Denne indsats blev ledet af et separat Stavka hovedkvarter i Moskva, som benyttede partisanceller, som være optrænet inden krigen, lokale partifolk, som var undsluppet Gestapo og et betydeligt antal tropper fra den Røde Hær der var undsluppet de store omringninger i 1941. I starten af 1943 var denne bevægelse, som kun var løst sammenhængende indenfor regionen oppe på 250.000 kamptropper og støtte personel med avancerede baser, langtrækkende kommunikationsudstyr. De var i stigende grad generende for den tyske hærs styrker i bagområderne og deres kommunikationslinjer. 
Bekæmpelse af disse partisangrupper krævede stadig indsættelse af tyske tropper, som savnedes på de mere og mere tyndt besatte frontlinjer, og flere og flere politienheder bemandet med frivillige fra de besatte områder, især fra Ukraine og de Baltiske lande sammen med særlige Waffen-SS og hærenheder. De følgende større partisanbekæmpelses operationer blev gennemført bag Heeregruppe Mitte foruden mange mindre operationer: 
- Operation Bamberg: gennemførtes fra 26. marts 1942 – 6. april 1942 af 707. infanteridivision med støtte fra et slovakisk regiment syd for Bobruisk. Mindst 5.000 mennesker, heriblandt mange civile, blev dræbt og landbrugsprodukter konfiskeret.[1]

- Operation Fruhlingsfest: gennemførtes fra 17. april 1944 – 12. maj 1944 i området ved Polotsk af styrker fra  Gruppe von Gottberg. Omkring 7.000 døde blev registreret på grund af de tyske styrker.

- Operation Kormoran: gennemførtes fra 25. maj 1944 – 17. juni 1944 mellem Minsk og Borisov af tyske sikkerhedsenheder i bagområdet for 3. Panserarmé. Omkring 7.500 døde blev registreret.

Stigende koordination af partisanaktiviteten førte til gennemførelsen af Operation Concert mod de tyske styrker.

#### Unternehmen Zitadelle
I juli og august 1943 lykkedes det de sovjetiske styrker at stoppe den tyske offensiv i Panserslaget ved Kursk, og de modangreb mod Orel og Kharkov. I sammenhæng med offensiven i Ukraine gennemførtes offensiven mod Smolensk mod Heeregruppe Mitte i august-oktober 1943. Angrebene trængte langsomt frem, men det lykkedes at generobre Smolensk og det vigtige jernbaneknudepunkt ved Nevel, hvilket tvang den tyske linje tilbage over en bred front. Angrebet gik imidlertid i stå mod den stærke tyske forsvarslinje i Vitebsk-Orsha-Mogilev området (Ostwall forsvarslinjen).
Marts 1943
3. Panserarmé, 4. Armé, 2. Panserarmé, 9. Armé, 2. Armé
April 1943
3. Panserarmé, 4. Armé, 2. Panserarmé, 2. Armé, 9. Armé i reserve
Juli 1943
3. Panserarmé, 4. Armé, 2. Panserarmé, 9. Armé, 2. Armé

### Wotan Linje felttoget
Yderligere sovjetiske offensiver mod Heeresgruppe Mitte – Gomel og Orsha operationerne i november 1943 og Vitebsk Operationen i februar 1944 slog fejl mod de stærke Ostwall-stillinger. Det lykkedes dog næsten for de sovjetiske styrker at omringe den stærkt befæstede by Vitebsk.
I sammenligning med de store sovjetiske sejre i Ukraine siden Stalingrad havde de sovjetiske fremskridt på den centrale front (området Minsk-Smolensk-Moskva) i perioden fra begyndelsen af 1942 til begyndelsen af 1944 være skuffende. Sovjetiske planlæggere indledte adskillige offensiver i håbet om en stor omringning og nedkæmpelse af Heeregruppe Mitte, men havde kun haft held til at tvinge tyskernes linje tilbage over en bred front med store sovjetiske tab. Der var adskillige grund til denne forholdsvise mangel på succes. Terrænet her var i højere grad dækket af skov, og favoriserede dermed forsvarerne, de tyske enheder i området havde haft tid til at forberede tilstrækkelige forsvarsstillinger og det tyske lederskab havde været godt, mens det sovjetiske lederskab havde været uinspireret. 
September 1943
3. Panserarmée 4. Armé, 9. Armé, 2. Armé
November 1943
3. Panserarmé, 4. Armé, 9. Armé, 2. Armé, Wehrmachtsbefehlshaber Ostland
Januar 1944
3. Panserarmé, 4. Armé, 9. Armé, 2. Armé

### Ødelæggelsen af Heeresgruppe Mitte
Alt dette ændrede sig imidlertid i sommeren 1944. I foråret 1944 begyndte den sovjetiske overkommando at samle store styrker langs fronten i det centrale Rusland til en stor sommeroffensiv mod Heeregruppe Mitte. De sovjetiske styrker gennemførte også en mesterlig afledningsmanøvre der overbeviste tyskerne om at den sovjetiske sommeroffensiv ville blive startet længere mod syd mod Heeresgruppe Nordukraine. Den tyske overkommando blev narret, og pansrede enheder blev trukket sydpå ud af Heeresgruppe Mitte. Den massive sovjetiske opmarch overfor Heeresgruppe Mitte blev ikke opdaget. 
Offensiven med kodenavnet Operation Bagration blev indledt den 22. juni 1944 på treårsdagen for den tyske invasion i 1941 (dette var et tilfælde, angrebet var uventet blevet forsinket i adskillige dage). 185 Sovjetiske divisioner med omkring 2,5 mio. soldater og 6.000 kampvogne smadrede ind i de tyske stillinger over en 1.000 km lang frontlinje. Den 500,000 mand stærke tyske Heeregruppe Mitte blev knust. 350.000 tyskere blev dræbt eller taget til fange. De sovjetiske hære hastede fremad og generobrede Minsk og resten af Hviderusland i slutningen af august, krydsede grænsen fra før krigen og rykkede ind i Østpreussen og Polen i slutningen af året. Målt i tab var dette det største tyske nederlag i hele krigen. 
Øverstkommanderende 28. juni 1944 Walter Model
Juli 1944
3. Panserarmé, 4. Armé, 2. Armé, til rådighed 9. Armé
Øverstkommanderende 16. august 1944 Georg Hans Reinhardt
August 1944
3. Panserarmé, 4. Armé, 2. Armé, 4. SS Panserkorps

### Defensive felttog i Polen og Slovakiet
Efter deres passivitet under Warszawaopstanden erobrede de sovjetiske hære Warszawa i januar 1945. I løbet af tre dage indledte den Røde Hær et felttog på fire fronter og begyndte en offensiv over Narew-floden og fra Warszawa. Sovjetstyrkerne havde en overmagt over tyskerne på 9:1 i tropper, 10:1 i kanoner, kampvogne og selvkørende artilleri.

### Felttoget til forsvar af det tyske rige
Den 25. januar 1945 omdøbte Hitler tre Heeresgruppen. Heeresgruppe Nord blev til Heeresgruppe Kurland, Heeregruppe Mitte blev til Heeresgruppe Nord og Heeresgruppe A blev til Heeregruppe Mitte.  

#### Forsvaret af Slovakiet
Tekst mangler, hjælp os med at skrive teksten

#### Forsvaret af Mähren
Tekst mangler, hjælp os med at skrive teksten

#### Forsvaret af Böhmen
Tekst mangler, hjælp os med at skrive teksten

#### Slaget om Berlin
Det sidste sovjetiske felttog i krigen, som førte til Slaget om Berlin og afslutningen på 2. Verdenskrig i Europa med alle tyske troppers kapitulation til de Allierede. De tre sovjetiske fronter, som deltog i felttoget, omfattede 2,5 mio. mand, 6.250 kampvogne, 7.500 fly, 41.600 kanoner og morterer, 3.255 stalinorgler og 95.383 motorkøretøjer.  
Felttoget blev indledt med slaget om Oder-Neisse. Heeresgruppe Mitte under ledelse af Ferdinand Schörner holdt en front, som omfattede floden Neisse. Inden daggry om morgenen den 16. april 1945 indledte den 1. Ukrainske Front under ledelse af General Konev angrebet over floden Neisse med et kort men massivt bombardement fra titusinder af kanoner. 
Øverstbefalende 17. januar 1945 Ferdinand Schörner
Januar 1945
3. Panserarmé, 4. Armé, 2. Armé
Februar 1945
4. Panserarmé, 17. Armé, 1. Panserarmé
Maj 1945
7. Armé, 4. Panserarmé, 17. Armé, 1. Panserarmé
Heeregruppe Ostmark

#### Slaget om Prag
En del af Heeresgruppe Mitte fortsatte med at yde modstand indtil den 11. maj, hvor den overvældende styrke af sovjetiske arméer, der var sendt frem for at besætte Tjekkoslovakiet i Prag-offensiven kun gav dem valget mellem at overgive sig eller blive dræbt. 
Maj 1945
7. Armé, 4. Panserarmé, 17. Armé
Heeregruppe Ostmark

### Overgivelse
Den 7. maj, den dag den tyske generalstabschef general Alfred Jodl forhandlede den tyske kapitulation i SHAEF-hovedkvarteret, var det sidste den tyske overkommando OKW havde hørt fra Schörner fra den 2. maj. Han havde rapporteret, at han ville kæmpe sig fri mod vest og overgive sin Heeresgruppe til amerikanerne. Den 8. maj blev en oberst fra OKW eskorteret gennem de amerikanske linjer for at mødes med Schörner. Obersten rapporterede at Schörner havde givet sine mænd ordre til at respektere kapitulationen, men at han ikke kunne garantere at hans ordre ville blive fulgt overalt. Senere samme dag forlod Schörner sin post og fløj til Østrig hvor han den 18. maj blev taget til fange af amerikanerne.